# مارسییا (ریسارالدا)
مارسییا (ریسارالدا) (به اسپانیایی: Marsella) یک سکونتگاه مسکونی در کلمبیا است که در بخش ریسارالدا واقع شده‌است.